# Vileikiškiai
Vileikiškiai (hist. pol. Wilejkiszki) – wieś na Litwie, w okręgu wileńskim, w rejonie szyrwinckim.
Według danych ze spisu powszechnego w 2011 roku we wsi mieszkało 322 osób.
W XIX wieku folwark, w 1865 należał do rodziny Rusieckch. Liczył 27 mieszkańców, w tym 20 katolików i 7 staroobrzędowców.